# Salomon Joubert
Salomon Cornelius Johannes Joubert (* 30. Juni 1941 in Pretoria; † 14. September 2022 in Mookgophong) war ein südafrikanischer Ranger, Naturschutzbiologe und später Executive Director (1987–1994) des Kruger-Nationalparks, über den er ein dreibändiges Werk veröffentlichte. Seine Forschung und Führung gelten als grundlegende Beiträge zur Entwicklung des Parks.

## Leben
Joubert war der Sohn von Christoffel Jacobus Joubert und Jeanette Adelaide Joubert, geborene Visser. Seine schulische Ausbildung hatte er an der Afrikaanse Hoër Seunskool. Im November 1963 wurde er im Alter von 22 Jahren Ranger des Kontrollpunkts Klipkoppies, der sich nördlich des Letaba-Flusses an der mosambikanischen Grenze befand. 1967 erhielt er die Anstellung eines Assistenzbiologen in Skukuza, wobei sein Hauptaugenmerk auf dem Studium seltener Antilopenarten, insbesondere der Ökologie der Pferdeantilope, lag. 1970 erlangte er den Master-Abschluss von der Universität Pretoria mit der Arbeit A study of the social behaviour of the Roan antelope, hippotragus equinus equinus (Desmarest, 1804) in the Kruger National Park über das Sozialverhalten der Pferdeantilope im Kruger-Nationalpark. 1976 wurde er mit der Dissertation The population ecology of the roan antelope, Hippotragus equinus equinus (Desmarest, 1804) in the Kruger National Park an derselben Institution zum D.Sc. promoviert.
Joubert war an den jährlichen Zählungen der Pflanzenfresser beteiligt. Dank der langfristigen Datensätze, die aus diesen Erhebungen hervorgingen, konnten Erkenntnisse über die Wechselwirkungen zwischen Wildtierbeständen und Klima sowie anderen Umweltvariablen gewonnen werden. Um für diese Zählungen besser gerüstet zu sein, absolvierte Joubert eine Ausbildung zum Piloten.
1974 wurde er zum Leiter der Forschungsabteilung ernannt und 1987 zum Parkaufseher (Executive Director) des Kruger-Nationalparks, eine Position, die er bis zu seiner vorzeitigen Pensionierung im Jahr 1994 innehatte. Er leitete und beeinflusste die Forschungsagenda, veröffentlichte zahlreiche Forschungsartikel und implementierte wichtige Managementrichtlinien. Dies führte 1986 zum ersten umfassenden Managementplan des Nationalparks. Nach seiner Pensionierung beobachtete er eine besorgniserregende Zunahme der Nashornwilderei. Er hielt es für wichtig, den Park weiterhin regelmäßig aufzusuchen und blieb in Kontakt mit den Forschern sowie der Verwaltung, um die Naturschutzbelange, die ihm am Herzen lagen, zu fördern.
Im Oktober 2007 erschien sein dreibändiges Opus Magnum mit dem Titel The Kruger National Park – A History, das den Höhepunkt jahrelanger Arbeit und Forschung im Park darstellte. Salomon Joubert war mit Jacoba Elizabeth Bahlmann verheiratet. Aus dieser Ehe gingen die Tochter Magdaleen und der Sohn Dusty hervor.